# Albacete Balompié
Albacete Balompié is een Spaanse voetbalclub uit de stad Albacete in Castilië-La Mancha. De club werd opgericht op 1 augustus 1940.

## Geschiedenis
In 2003 promoveerde Albacete naar de Primera División. In 2005 degradeerde de club weer. Vanaf dat ogenblik zou de ploeg verschillende malen het professionele voetbal moeten verlaten.  Dit gebeurde na het seizoen 2010-2011 met een terugkeer vanaf seizoen 2015-2016, een tweede degradatie einde seizoen 2016-2017 met een onmiddellijke terugkeer vanaf seizoen 2018-2019 en een derde keer eind 2020-2021.  Zo komt de ploeg vanaf seizoen 2021-2022 in de nieuw opgerichte Primera División RFEF uit.  Tijdens dit eerste seizoen in deze nieuwe reeks eindigde de ploeg derde en kon zich zo plaatsen voor de eindronde.  Tijdens de eerste ronde werd Rayo Majadahonda met 2-1 verslagen.  De finale werd gehouden op het veld van Deportivo La Coruña en Albacete moest winnen aangezien de tegenstander op een betere plaats de competitie beëindigd had.  Maar ondanks deze nadelen kon de ploeg tijdens na de verlengingen winnen, en zo realiseerde de ploeg weer een onmiddellijke terugkeer naar het professioneel voetbal.

## Eindklasseringen
- 1941 3e
1e regionaal
- 1942 4e
1e regionaal
- 1943 2e
1e regionaal
- 1944 2e
Tercera División
- 1945 3e
Tercera División
- 1946 1e
Tercera División
- 1947 1e
Tercera División
- 1948 3e
Tercera División
- 1949 1e
Tercera División
- 1950 7e
Segunda División
- 1951 15e
Segunda División
- 1952
- 1953 3e
Tercera División
- 1954 13e
Tercera División
- 1955 7e
Tercera División
- 1956 9e
Tercera División
- 1957 5e
Tercera División
- 1958 5e
Tercera División
- 1959 1e
Tercera División
- 1960 4e
Tercera División
- 1961 1e
Tercera División
- 1962 13e
Segunda División
- 1963 4e
Tercera División
- 1964 1e
Tercera División
- 1965 1e
Tercera División
- 1966 3e
Tercera División
- 1967 2e
Tercera División
- 1968 4e
Tercera División
- 1969 8e
Tercera División
- 1970 14e
Tercera División
- 1971 7e
1e regionaal
- 1972 6e
1e regionaal
- 1973 14e
1e regionaal
- 1974 7e
1e regionaal
- 1975 1e
1e regionaal
- 1976 17e
Tercera División
- 1977 2e
1e regionaal
- 1978 2e
Tercera División
- 1979 2e
Tercera División
- 1980 2e
Tercera División
- 1981 2e
Tercera División
- 1982 1e
Tercera División
- 1983 3e
Segunda División B
- 1984 5e
Segunda División B
- 1985 2e
Segunda División B
- 1986 17e
Segunda División
- 1987 17e
Segunda División B
- 1988 3e
Segunda División B
- 1989 12e
Segunda División B
- 1990 1e
Segunda División B
- 1991 1e
Segunda División
- 1992 7e
Primera División
- 1993 17e
Primera División
- 1994 13e
Primera División
- 1995 17e
Primera División
- 1996 20e
Primera División
- 1997 4e
Segunda División
- 1998 14e
Segunda División
- 1999 15e
Segunda División
- 2000 10e
Segunda División
- 2001 5e
Segunda División
- 2002 10e
Segunda División
- 2003 3e
Segunda División
- 2004 14e
Primera División
- 2005 20e
Primera División
- 2006 13e
Segunda División
- 2007 6e
Segunda División
- 2008 14e
Segunda División
- 2009 15e
Segunda División
- 2010 15e
Segunda División
- 2011 22e
Segunda División
- 2012 4e
Segunda División B
- 2013 3e
Segunda División B
- 2014 1e
Segunda División B
- 2015 14e
Segunda División
- 2016 21e
Segunda División
- 2017 1e
Segunda División B
- 2018 15e
Segunda División
- 2019 4e
Segunda División
- 2020 16e
Segunda División
- 2021 22e
Segunda División
- 2022 3e
Primera Federación
- 2023 6e
Segunda División
- 2024 13e
Segunda División
- 2025 10e
Segunda División

- Primera División
- Segunda División
- Primera Federación
- Segunda División B
- Tercera Federación
- 1e regionaal

## Bekende (oud-)spelers

### Belgen
- Ronny Gaspercic
- Ritchie Kitoko

### Spanjaarden
- Manuel Almunia
- César Díaz
- Delfí Geli
- Javier Guerrero
- Pablo Ibáñez
- Andrés Iniesta (jeugdelftallen)
- Fernando Morientes
- Fernando Navarro
- Carlos Peña
- Jorge Pulido
- David Sánchez
- Sergio Santamaría

### Overig
- Roman Zozoelja
- Emmanuel Amunike
- Daniel Aquino
- Diego Costa
- Oscar Dertycia
- Marco Etcheverry
- Luis Gabelo Conejo
- Mark González
- Keylor Navas
- Carlos Roa
- Christian Stuani
- José Luis Zalazar
- Enzo Flavien Boyomo

Albacete Balompié ·
UD Almería .
Burgos CF ·
Cádiz CF .
FC Cartagena ·
CD Castellón .
Córdoba CF .
Deportivo La Coruña ·
SD Eibar · 
Elche CF · 
Eldense ·
Racing de Ferrol ·
Sporting de Gijón ·
Granada CF .
SD Huesca ·
Levante UD ·
Málaga CF .
CD Mirandés ·
Real Oviedo ·
Racing de Santander ·
CD Tenerife ·
Real Zaragoza